# Tara Sharma

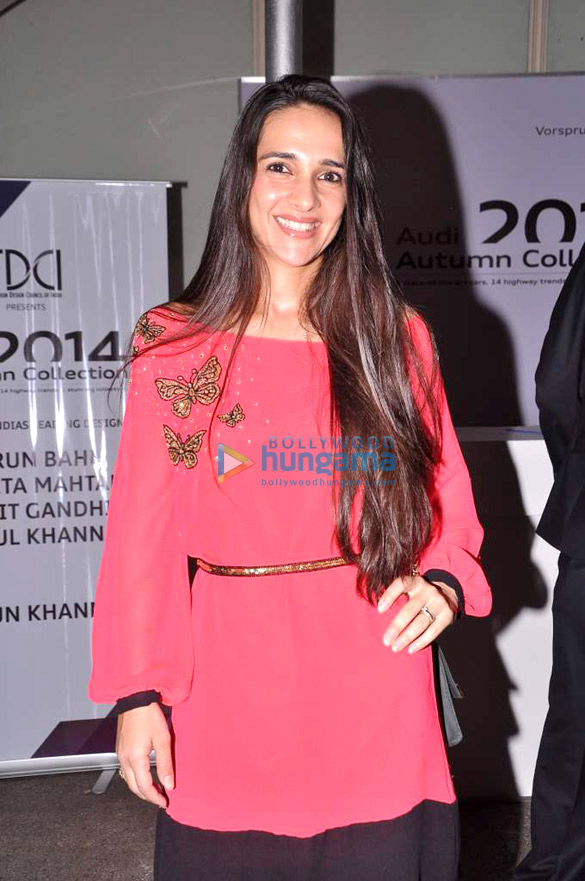
Tara Sharma

Tara Sharma (* 11. Januar 1977 in London) ist eine britische Schauspielerin.

## Leben
Tara Sharma wurde als Tochter des aus Indien stammenden Schauspielerehepaares Partap Sharma and Susan Sharma geboren. Sie legte zunächst eine ICSE Prüfung an der Bombay International School ab. Im Anschluss erhielt sie ein Stipendium am United World College in Italien und studierte dann Betriebswirtschaft und Management an der London School of Economics.
Tara Sharma ist mit dem indischen Filmproduzenten und Geschäftsmann Roopak Saluja verheiratet und hat zwei Söhne.

## Filmografie (Auswahl)
- 2002: Om Jai Jagadish
- 2003: Saaya[4]
- 2004: Masti – Seitensprünge lohnen nicht!
- 2004: Bardaasht
- 2005: Sitam
- 2005: Mr. Prime Minister
- 2005: Amavas
- 2005: Page 3
- 2006: Aksar
- 2006: Khosla Ka Ghosla
- 2007: Heyy Babyy
- 2007: Overnight
- 2008: The Other End of the Line
- 2008: Maharathi
- 2009: Suno Na Ek Nanhi Aawaaz
- 2009: The Whisperers
- 2009: Mumbai Cutting
- 2010: Dulha Mil Gaya
- 2010: Prem Kaa Game
- 2012:	10mL Love